# Rencēnu pagasts
Rencēnu pagasts er en territorial enhed i Burtnieku novads i Letland. Pagasten etableredes i 1819, havde 1.660 indbyggere i 2010 og omfatter et areal på 158,90 kvadratkilometer. Hovedbyen i pagasten er Rencēni.